# ایزولا مگیوره
ایزولا مگیوره (به ایتالیایی: Isola Maggiore) یک منطقهٔ مسکونی در ایتالیا است که در تورو سول ترازیمنو واقع شده‌است. ایزولا مگیوره ۰٫۲۴ کیلومتر مربع مساحت و ۳۵ نفر جمعیت دارد و ۳۰۹ متر بالاتر از سطح دریا واقع شده‌است.